# Bisdom Oran (Algerije)

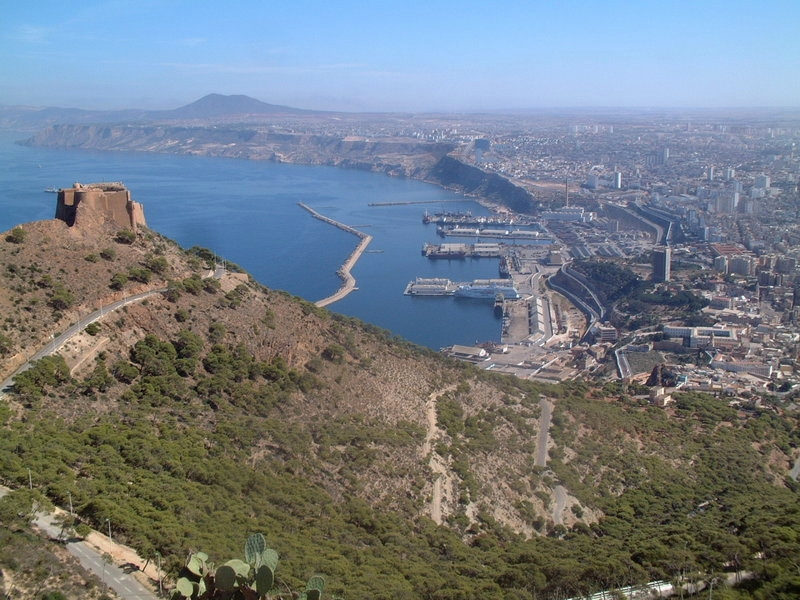
Bisschopsstad Oran

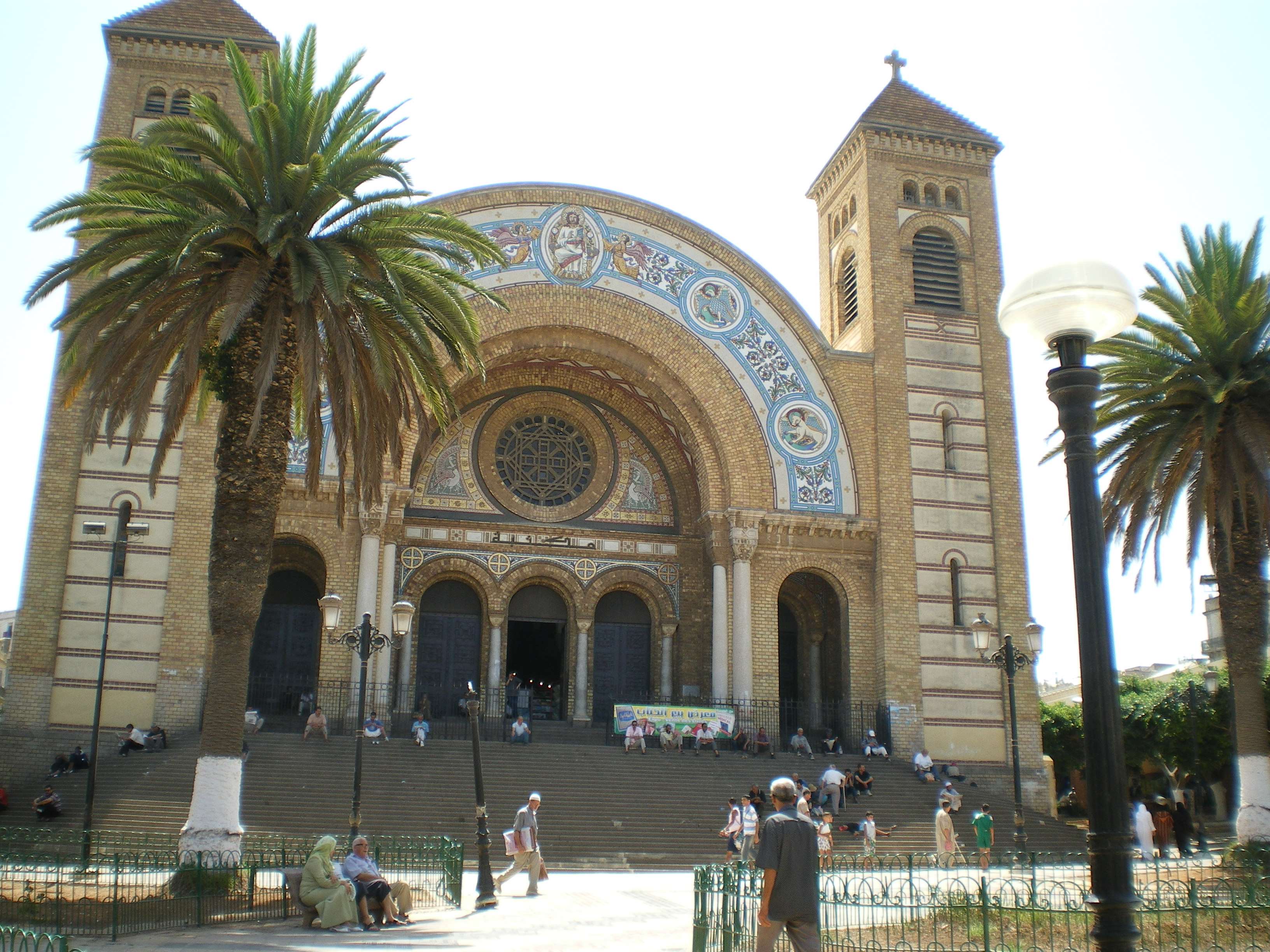
Kathedraal van Oran

Het bisdom Oran (Latijn: Dioecesis Oranensis) is een rooms-katholiek bisdom in Algerije. Het werd gesticht op 25 juli 1866 en maakt deel uit van het aartsbisdom Algiers. Zetel van de bisschop is in de havenstad Oran. In de oudheid ten tijde van Augustinus van Hippo telde het gebied van het huidige diocees een dertigtal bisdommen. In de Spaanse tijd, van de 16e tot 18e eeuw, ressorteerde Oran onder het aartsbisdom Toledo.
Het bisdom telde in 1950 ongeveer 355.000 gelovigen (op een bevolking van 1.990.000). Anno 2004 daalde het aantal katholieken tot circa 400, terwijl de bevolking opliep tot meer dan 7 miljoen. De gelovigen beschikken over 20 priesters. Behalve in Oran, concentreren gelovigen zich ook in Ain-El-Turck, Arzew, Ghazaouet, Hennaya, Mascara, Mostaganem, Sidi-bel-Abbès, Tiaret, Tlemcen en Tounane. De dramatische afname van het aantal katholieken is het gevolg van het vertrek van Franse en buitenlandse werknemers na de onafhankelijkheid van Algerije in 1962 en het fundamentalistische geweld begin jaren 1990. Bisschop Pierre Lucien Claverie (1938-1996) werd in 1996 door fundamentalisten vermoord.

## Bisschoppen
1. Jean-Baptiste-Irénée Callot (1867–1875)
2. Louis-Joseph-Marie-Ange Vigne (1876–1880)
3. Pierre-Marie-Etienne-Gustave Ardin (1880–1884)
4. Noël-Mathieu-Victor-Marie Gaussail (1884–1886)
5. Géraud-Marie Soubrier (1886–1898)
6. Édouard-Adolphe Cantal (1898–1910)
7. Pierre-Firmin Capmartin (1911–1914)
8. Christophe-Louis Légasse (1915–1920)
9. Léon-Auguste-Marie-Joseph Durand (1920–1945)
10. Bertrand Lacaste (1945–1972)
11. Henri Antoine Marie Teissier (1972–1980)
12. Pierre Lucien Claverie (1981–1996)
13. Alphonse Georger (sinds 1998)